# Гінзбург Борис Наумович
Бори́с Нау́мович (Митрофанович) Гі́нзбург (* 21 червня 1933, Кривий Ріг — 1963, Київ) — український графік.
Працював у галузі станкової і книжкової графіки, переважно в царині кольорової літографії.

## Життєпис
1952 закінчив художню школу, в 1952—1958 роках навчався у Київському художньому інституті, вчителями були В. І. Касіян, І. М. Плещинський.
У виставках брав участь з 1957 року — перша представлена літографія «Дніпродзержинськ. Розливка сталі», справила вплив на Михайла Дерегуса.
Створив серії:
- автолітографія «Про людей праці» — 1957-58, дипломна робота, керівник О. Пащенко, там же експонувалися «Спогади про Чорне море», «Портрет дружини», «На будівництві Кременчуцької ГЕС. Самодіяльність»,
- «Люди семирічки» — 1960—1961,
- «Т. Г. Шевченко» — 1961—1962,
- ілюстрації до творів Лесі Українки — 1962,
- та ювілейного видання «Кобзаря» Т. Г. Шевченка — 1963,
- портрети В. Гюго та Г. Гейне.

Після серії «Люди семирічки» вирішує повернутися до творчої майстерні Академії мистецтв Михайла Дерегуса.
Малював і пейзажі: «Літо у селі», «Яблуня цвіте», «Корабель у морі», «Море… море».
Був одружений із Зоєю Давидівною Гінзбург.

## Роботи
| Сталевари. 1957 |